# 金子金五郎
金子 金五郎（かねこ きんごろう、1902年〈明治35年〉1月6日 - 1990年〈平成2年〉1月6日）は、大正・昭和時代に活動した将棋棋士。九段。土居市太郎名誉名人門下。東京府（現：東京都）出身。棋士番号は3。

## 経歴
大正5年（1916年）、土居市太郎に入門。大正6年（1917年）、「将棋同盟社」において土居が師の関根金次郎と仲たがいし将棋界が分裂すると、土居門下の金子は「将棋同盟社」に残存した。
大正9年（1920年）に四段昇段。同年に國民新聞で主催された三派対抗戦に土居派を代表して出場。関根派の木村義雄、大崎熊雄派の飯塚勘一郎と対戦した。
大正13年（1924年）に三派が合同して東京将棋連盟が成立する。昭和7年（1932年）に八段となる。しかしかつてライバルであった木村には実力で大きく差をつけられてしまい、一時は角落ちまで指し込まれたこともあるという。
昭和10年（1935年）、実力制名人戦が開始されると、八段として挑戦者決定リーグに参加する。同年6月26日の花田長太郎との対戦がリーグ開幕であった。しかし、神田辰之助の八段昇段をめぐって棋界が分裂すると（神田事件）、同年11月に金子は花田と共に連盟より離脱し、神田と合流して「革新協会」を組織した。この分裂劇は、神田の支援者である大阪朝日新聞と連盟の最高顧問であった中島富治、それと幹事長であった金子らとの間に神田の八段昇段の密約があったが、正式に棋士会の承認を得ていなかったことが発端であり、反対派との板ばさみの形となってしまった金子に花田ら同情する棋士が多かったことが背景にある。
関根と小菅剣之助らの仲介により半年後に革新協会は連盟と再合流し、新たに結成された将棋大成会（日本将棋連盟の前身）に参加する。将棋大成会においても幹事長を務め（昭和13 - 16年）、名人となった木村を補佐して将棋界の発展に尽くした。
戦後、順位戦に3期参加した後、昭和25年（1950年）に引退。引退後に出家し、日蓮宗日本山妙法寺（金子の寺は当初は名古屋市にあり、のち群馬県高崎市となる）の僧となった。法号は、金子行秀(カネコ ギョウシュウ) 。
昭和48年（1973年）に九段。平成2年（1990年）1月6日、88歳の誕生日に肺炎のため死去。

## 人物
- 「序盤の金子」と称された理論派で、引退後は観戦記者として大山康晴・升田幸三の名勝負の魅力をファンに伝えた。「定跡とは、歴史です」という名言がある。1937年に博文館から創刊された雑誌「将棋世界」の初代編集長でもある[7]。また、雑誌「近代将棋」に「金子教室」を長年にわたり連載した。

- 愛知県知多郡旭村（長浦）に在住していたことがあり、名古屋出身の山田道美はその時代に半年ほど金子の内弟子となった（のち、東京に移って奨励会員になる）[8]。

- 娘は将棋の観戦記者でチェスプレーヤーの東公平に嫁ぎ2女をもうけたが、後に離婚した。

## 昇段履歴
- 1916年00月00日： 入門
- 1920年00月00日： 四段
- 1922年00月00日： 五段
- 1926年00月00日： 六段
- 1928年00月00日： 七段
- 1932年00月00日： 八段
- 1950年00月00日： 引退
- 1973年11月00日： 九段

## 弟子

### 棋士
| 名前     | 四段昇段日   | 段位、主な活躍                                      |
| -------- | ------------ | --------------------------------------------------- |
| 小堀清一 | 1936年4月1日 | 九段、一般棋戦優勝2回、A級在籍2期                   |
| 松田茂役 | 1940年1月1日 | 九段、タイトル挑戦3回、一般棋戦優勝5回、A級在籍10期 |
| 山川次彦 | 1944年       | 八段                                                |
| 山田道美 | 1951年       | 九段、棋戦2期、一般棋戦優勝9回、A級在籍6期          |

- 山田は研究熱心で知られ、打倒大山を目指したが果たせぬまま昭和45年（1970年）に師に先立って亡くなっている。

## 主な成績

### 在籍クラス
| 開始 年度 | (出典)順位戦出典 | (出典)順位戦出典 | (出典)順位戦出典 | (出典)順位戦出典 | (出典)順位戦出典 | (出典)順位戦出典 | (出典)順位戦出典 | (出典)順位戦出典 | (出典)竜王戦出典 | (出典)竜王戦出典 | (出典)竜王戦出典 | (出典)竜王戦出典 | (出典)竜王戦出典 | (出典)竜王戦出典 | (出典)竜王戦出典 | (出典)竜王戦出典 | (出典)竜王戦出典 | (出典)竜王戦出典 |
| 開始 年度 | 期               | 名人             | A級              | B級              | B級              | C級              | C級              | 0                | 期               | 竜王             | 1組              | 2組              | 3組              | 4組              | 5組              | 6組              | 決勝 T           |                  |
| 開始 年度 | 期               | 名人             | A級              | 1組              | 2組              | 1組              | 2組              | 0                | 期               | 竜王             | 1組              | 2組              | 3組              | 4組              | 5組              | 6組              | 決勝 T           |                  |
| --- | ---------------- | ---------------- | ---------------- | ---------------- | ---------------- | ---------------- | ---------------- | ---------------- | ---------------- | ---------------- | ---------------- | ---------------- | ---------------- | ---------------- | ---------------- | ---------------- | ---------------- | ---------------- |
| 1947 | 1                |                  | A 14             |                  |                  |                  |                  | 3-10             |                  |                  |                  |                  |                  |                  |                  |                  |                  |                  |
| 1948 | 2                |                  |                  | B110             |                  |                  |                  | 4-8              |                  |                  |                  |                  |                  |                  |                  |                  |                  |                  |
| 1949 | 3                |                  |                  | B1               |                  |                  |                  | 1-1              |                  |                  |                  |                  |                  |                  |                  |                  |                  |                  |
| |                  | 1950年引退       | 1950年引退       | 1950年引退       | 1950年引退       | 1950年引退       | 1950年引退       | 1950年引退       |                  | ( 棋戦創設前 )   | ( 棋戦創設前 )   | ( 棋戦創設前 )   | ( 棋戦創設前 )   | ( 棋戦創設前 )   | ( 棋戦創設前 )   | ( 棋戦創設前 )   | ( 棋戦創設前 )   | ( 棋戦創設前 )   |
| 順位戦、竜王戦の 枠表記 は挑戦者。右欄の数字は勝-敗(番勝負/PO含まず)。 順位戦の右数字はクラス内順位 ( x当期降級点 / *累積降級点 / +降級点消去 ) 順位戦の「F編」はフリークラス編入 /「F宣」は宣言によるフリークラス転出。 竜王戦の 太字 はランキング戦優勝、竜王戦の 組(添字) は棋士以外の枠での出場。 |                  |                  |                  |                  |                  |                  |                  |                  |                  |                  |                  |                  |                  |                  |                  |                  |                  |                  |

### 年度別成績
| 年度       | 対局数 | 勝数 | 負数 | 勝率   | (出典) |
| ---------- | ------ | ---- | ---- | ------ | ------ |
| 1946       | 13     | 3    | 10   | 0.2305 |        |
| 1947       | 12     | 4    | 8    | 0.3333 |        |
| 1948       | 4      | 1    | 1    | 0.5000 |        |
| 1949       | 2      | 1    | 1    | 0.5000 |        |
| 1950       | 0      | 0    | 0    | 0.0000 |        |
| 1951       | 1      | 0    | 1    | 0.0000 |        |
| 1950年引退 |        |      |      |        |        |

## 著書
- 将棋初段になるまで 誠文堂  – 1930/12/1
- 勝負に生きる―名人戦私記  東都書房 1959
- 金子将棋教室〈1〉大山康晴VS升田幸三の巻 晩声社　1979年
- 金子将棋教室〈2〉中原誠VS大山康晴の巻 晩声社 1980年
- 金子将棋教室〈3〉米長邦雄VS中原誠の巻 晩声社 1980年